# Christuskirche (Schwelm)

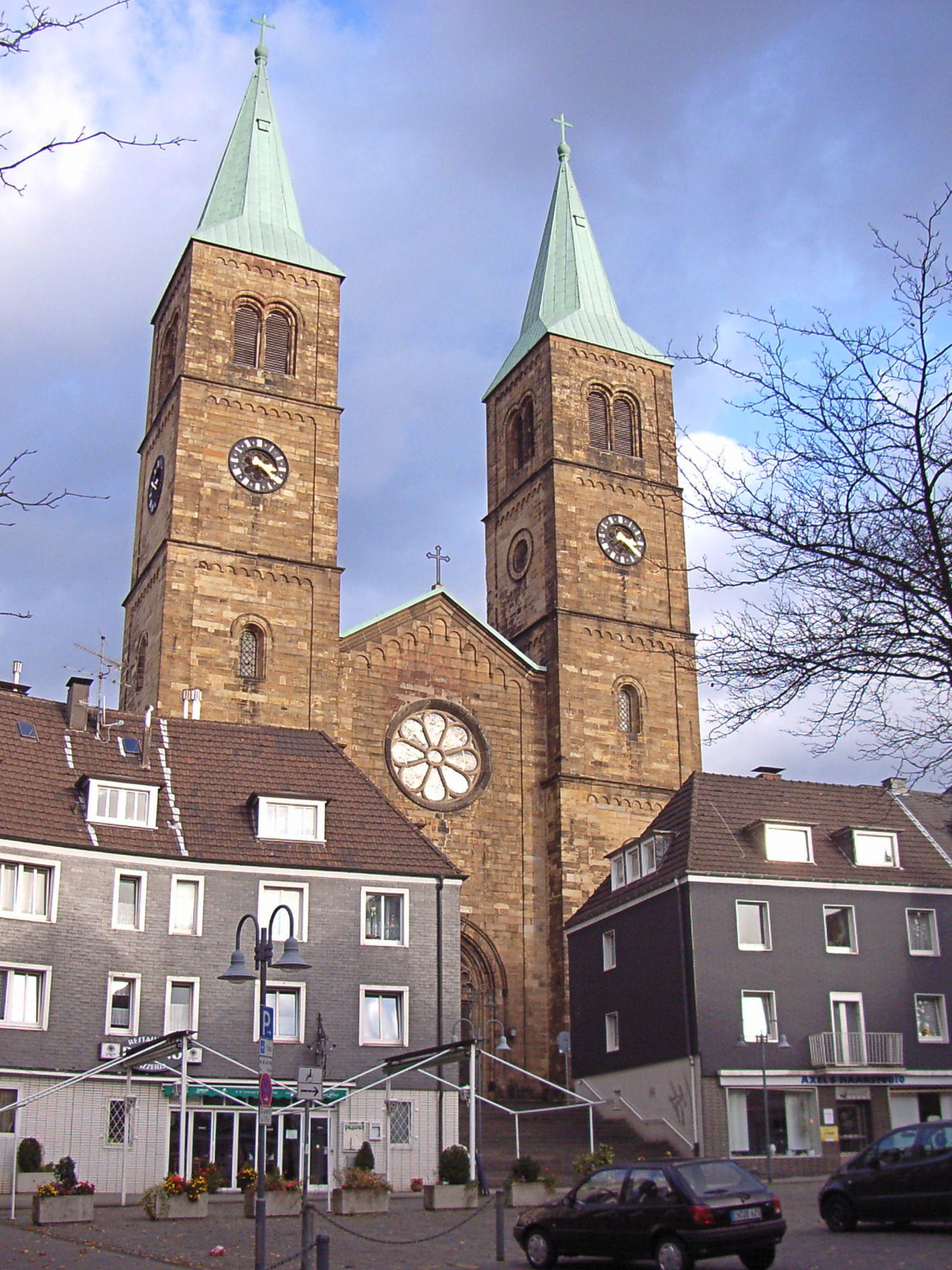
Christuskirche vom Schwelmer Altmarkt aus gesehen

Die Christuskirche ist eine evangelische Kirche in der nordrhein-westfälischen Stadt Schwelm. Das 52 m lange und 26 m breite Gebäude mit seinen zwei 56 m hohen Türmen steht unter Denkmalschutz. Mit etwa 1200 Sitzplätzen ist die Christuskirche die zweitgrößte Kirche in Westfalen. Im Vorraum der Kirche werden unter der Überschrift Soli deo gloria (Allein Gott die Ehre) auf einer Informationstafel die wichtigsten Daten der Geschichte der Schwelmer Kirchen präsentiert.

## Geschichte
Der Grundstein der Christuskirche wurde 1842 vom preußischen König Friedrich Wilhelm IV. an der Stelle einer sechs Jahre zuvor abgebrannten Kirche der lutherischen Gemeinde gelegt. 1846 musste der Bau unterbrochen werden, als an der Westseite zwischen den Türmen Risse im Mauerwerk auftraten. Drei Jahre später wurde die Kirche mit 2500 Sitzplätzen eingeweiht, obwohl der Altarraum noch nicht fertig war und die Orgel fehlte. Diese baute die Firma Ibach 1852 ein.
Zu Beginn des 20. Jahrhunderts erfolgte eine Umgestaltung des Altar- und Chorraums, der Kanzel und der Orgel; später wurden die Stirnseiten unter den Emporen im Gedenken an die im Ersten Weltkrieg Gefallenen künstlerisch gestaltet.
Ebenfalls am Anfang des 20. Jahrhunderts entstand der Verein zur Freilegung der Christuskirche, der den Abriss der Gebäude rund um die Christuskirche forderte. Zusammen mit der evangelischen Gemeinde kaufte er 1911 das Haus an der Ecke Altmarkt/Kirchstraße, ließ es abreißen und die Kellergewölbe zukippen. Weitere Freiräumarbeiten führte der Verein jedoch nicht durch, sondern löste sich wenige Jahre später wieder auf. An der Stelle des abgerissenen Eckhauses wurde im Auftrag der Kirchengemeinde im Jahre 1928 ein neues Gebäude errichtet und als Gemeindeamt genutzt.
Lange wurde die Kirche allgemein große Kirche genannt – im Gegensatz zur zweiten evangelischen Kirche in Schwelm, der kleinen Kirche. Erst 1930 bekam die Christuskirche offiziell ihren Namen.

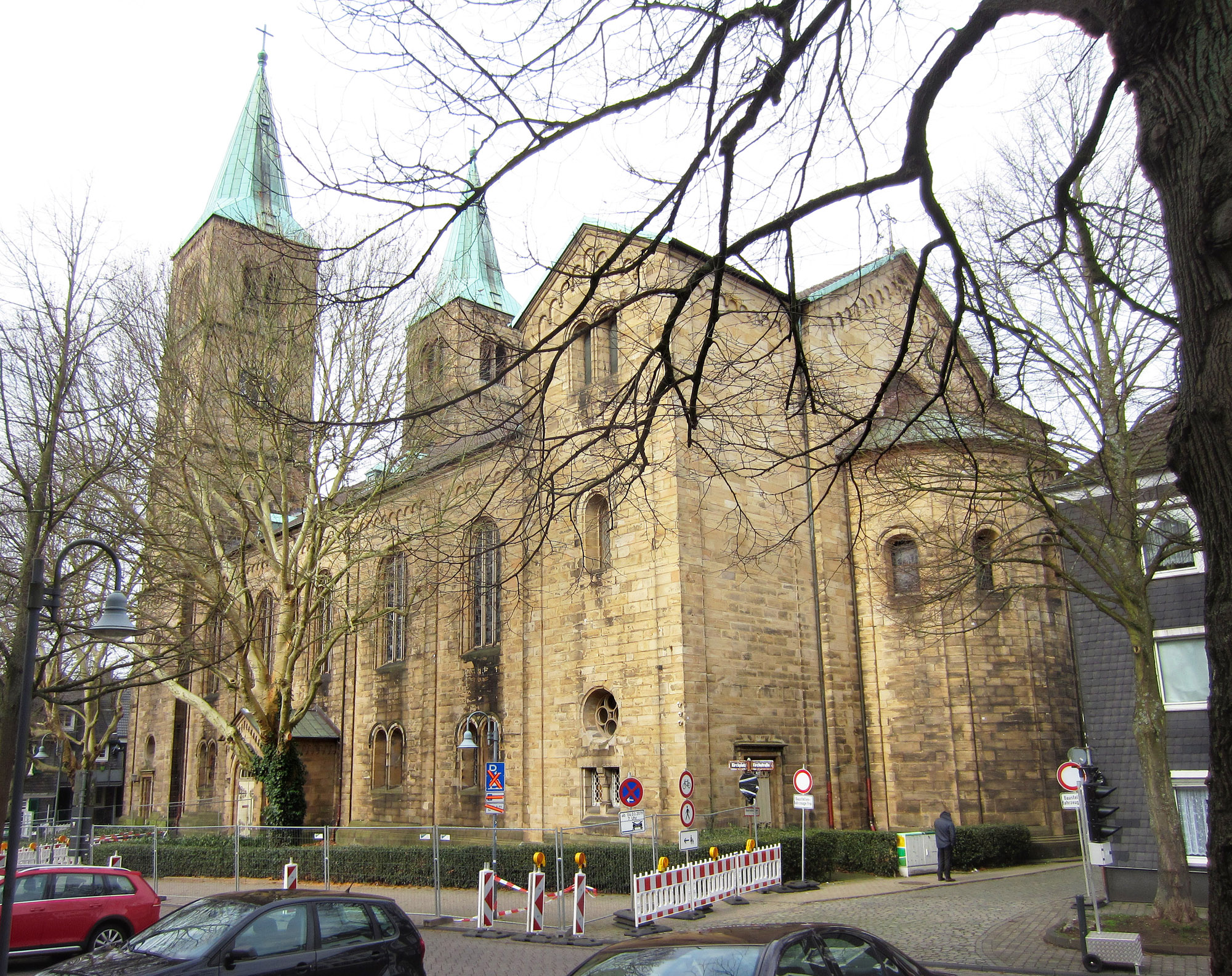
Der Kirchenbau ist außenseitig seit 1992 denkmalgeschützt (Blick von Südosten)

Bei einem Bombenangriff am 3. März 1945 wurde die Christuskirche bis auf die Umfassungsmauern und die Turmschäfte zerstört; die Glocken waren während des Krieges eingeschmolzen worden. Am 14. Dezember 1947, dem dritten Adventssonntag, wurden die neuen Glocken in den vorab wiederhergestellten Türmen eingeweiht. Ab dem 21. September 1952 fand in der Christuskirche wieder ein regelmäßiger Gottesdienst statt, der bis dahin im Kinderheim an der Lessingstraße und im Vereinshaus an der Südstraße abgehalten worden war. Mitte der 1960er Jahre entstand durch eine Bürgerinitiative eine Sammelaktion für die ebenfalls zu Kriegsende zerstörten Turmhelme der Kirche. Zur Wiederbehelmung kam es am 13. und 14. Mai 1968. Dies gehört zu den bedeutendsten Ereignissen in der jüngeren Geschichte der Stadt Schwelm; die Schüler hatten an diesem Tag schulfrei. Die Christuskirche war nun wieder vollständig aufgebaut und zu diesem Anlass wurden aus den Überresten der alten Kupferbedachung Gedenkmünzen geprägt, deren Verkaufserlös man den Bedürftigen in Vietnam spendete.
Im Jahre 2006 offenbarten sich erneut die Standortprobleme der Christuskirche, die bereits bei der Errichtung zu Tage getreten waren: Bei Wartungsarbeiten wurde festgestellt, dass das Lager der Glocke Paulus nicht mehr intakt ist und die Glockenstuhlkonstruktion sich mit der Zeit verformt hat. Durch den stark kalkhaltigen Boden, auf dem die Christuskirche errichtet wurde, ist zudem der Nordturm in Schieflage geraten und entfernt sich jährlich um weitere 4 mm vom Lot.

## Orgel
Die Orgel der Christuskirche wurde 1992 von dem Orgelbauer Reinhart Tzschöckel in Althütte-Fautspach erbaut. Das Instrument hat 62 Register auf vier Manualen und Pedal. Die Spieltrakturen sind mechanisch, die Registertrakturen und Koppeln sind elektrisch.
| I Hauptwerk C–a3   |        |
| Prästant           | 16′    |
| Prinzipal          | 08′    |
| Spitzgambe         | 08′    |
| Koppelflöte        | 08′    |
| Oktave             | 04′    |
| Gemshom            | 04′    |
| Quinte             | 02 ⁄3′ |
| Superoktave        | 02′    |
| Hohlflöte          | 02′    |
| Mixtur IV–V        | 01 ⁄3′ |
| Trompete           | 16′    |
| Spanische Trompete | 08′    |
| Tremulant          |        |

| II Positiv C–a3 |         |
| Harfenprinzipal | 08′     |
| Holzgedeckt     | 08′     |
| Quintade        | 08′     |
| Prinzipal       | 04′     |
| Rohrflöte       | 04′     |
| Nasard          | 02 ⁄3′  |
| Oktave          | 02′     |
| Waldflöte       | 02′     |
| Terz            | 01 3⁄5′ |
| Larigot         | 01 ⁄3′  |
| Blockflöte      | 01′     |
| Zimbel IV       | 02⁄3′   |
| Musette         | 16′     |
| Krummhorn       | 08′     |
| Tremulant       |         |

| III Schwellwerk C–a3   |        |
| Bourdon                | 16′    |
| Prinzipal              | 08′    |
| Flöte                  | 08′    |
| Doppelgedackt          | 08′    |
| Salizional             | 08′    |
| Schwebung              | 08′    |
| Oktave                 | 04′    |
| Traversflöte           | 04′    |
| Viola                  | 04′    |
| Harmonia-aetherea II 0 | 02 ⁄3′ |
| Doublette              | 02′    |
| Mixtur IV–V            | 02 ⁄3′ |
| Oboe                   | 08′    |
| Tremulant              |        |

| IV Schwellwerk C–a3    |     |
| Rohrgedeckt            | 08′ |
| Prinzipal              | 04′ |
| Basson                 | 16′ |
| Trompette harmonique 0 | 08′ |
| Clairon                | 04′ |
| Cornet V ab f0         |     |
| Scharff IV–V           | 02′ |
| Tremulant              |     |

| Pedal C–g1   |         |
| Untersatz    | 32′     |
| Prinzipal    | 16′     |
| Subbaß       | 16′     |
| Pommer       | 16′     |
| Oktavbaß     | 08′     |
| Cello        | 08′     |
| Gedecktbaß 0 | 08′     |
| Zink II      | 05 1⁄3′ |
| Superoktave  | 04′     |
| Flötgedeckt  | 04′     |
| Nachthorn    | 02′     |
| Hintersatz V | 02 ⁄3′  |
| Fagott       | 32′     |
| Posaune      | 16′     |
| Tromba       | 08′     |
| Schalmei     | 04′     |
| Tremulant    |         |

- Koppeln
  - Normalkoppeln: II/I, III/I, IV/I, III/II, IV/II, IV/III, I/P, II/P, III/P, IV/P
  - Suboktavkoppeln: IV/I, IV/II, IV/III, IV/IV
  - Superoktavkoppeln: IV/III, IV/IV, IV/P
- Spielhilfen: 192-fache Setzeranlage, programmierbare Crescendowalze

## Glocken
Die beiden Türme beherbergen insgesamt fünf Stahlglocken des Bochumer Vereins von 1947:
- I. Paulus, Ton gis°, Gewicht 4.850 kg (Nordturm)
- II. Maria, Ton h°, Gewicht 2.860 kg (Südturm)
- III. Martin, Ton cis', Gewicht 2.050 kg (Südturm)
- IV. Johannes, Ton e', Gewicht 1.195 kg (Nordturm)
- V. Vater-unser-Glocke, Ton e", Gewicht 707 kg (Südturm)

Die Vater-unser-Glocke erklingt ausschließlich solistisch zum Vater-unser im Gottesdienst, das Hauptgeläut besteht aus den Glocken I-IV.